# Caediscum imperiale
Caediscum imperiale là một loài bọ cánh cứng trong họ Cerambycidae.